# Willem Lamormaini

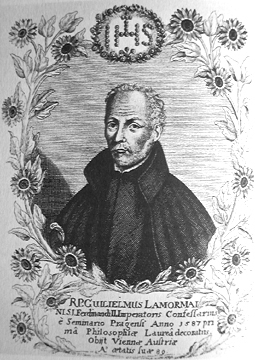
Willem Lamormaini, 16e-eeuwse gravure

Willem Germain Lamormaini (Dochamps, 29 december 1570 - Wenen, 22 februari 1648) was een Luxemburgs jezuïet. Als katholiek theoloog was hij tijdens de Dertigjarige Oorlog een invloedrijk persoon in de omgeving van keizer Ferdinand II. Op die manier had hij een leidend aandeel in de Contrareformatie.
Zijn geboortestreek maakte sinds 1482 deel uit van de Habsburgse Nederlanden en ligt nu in de Belgische provincie Luxemburg. Zijn vader, Everard Germain, was een boer in het gehucht Lamorménil, vandaar de naam waaronder diens zoon Wilhelm of Guillaume bekend geraakte. Hij studeerde bij de jezuïeten in Trier en ging dan naar Praag en Brno, waar hij een doctoraat behaalde en intrad in de Jezuïetenorde. Hij werkte als priester in Bratislava en als leraar in Žilina en Praag. In 1606 werd hij theologieprofessor aan de Jezuïetenuniversiteit van Graz in het hertogdom Stiermarken. Zijn sterke katholieke overtuiging trok de aandacht van aartshertog Ferdinand II van Binnen-Oostenrijk, die toen in het kasteel van Graz resideerde.
Van 1621 tot 1623 was Lamormaini in Rome, maar in dat jaar werd hij rector van het Jezuïtencollege dat samensmolt met de Universiteit van Wenen. Van 1643 tot 1645 was hij provinciaal van de Oostenrijkse provincie van de jezuïeten.
In 1624 werd hij de biechtvader en raadgever van Ferdinand II tot aan diens overlijden in 1637. Hij werkte aan een biografie van de keizer, waarvan slechts een gedeelte in 1638 gepubliceerd werd onder de titel: Ferdinand II, Romanorum Imperatoris, Virtutes (Ferdinand II, Rooms Keizer, Deugden). Dit werk is herhaaldelijk en in verschillende talen heruitgegeven.
- Biblioteca Nacional de España: XX993032
- Bibliothèque nationale de France: cb11954937p (data)
- Gemeinsame Normdatei: 118778552
- International Standard Name Identifier: 0000 0001 1038 1896
- Library of Congress Control Number: n80140059
- Nationale Bibliotheek van Tsjechië: ola2003172284
- Nationale Bibliotheek van Israël: 987007304689405171
- Nationale en Universitaire bibliotheek Zagreb: 000083956
- Nederlandse Thesaurus van Auteursnamen: 070277680
- Réseau des bibliothèques de Suisse occidentale: 02-A018583429
- LIBRIS: 222737
- Système universitaire de documentation: 074729195
- Virtual International Authority File: 10642032
- WorldCat: E39PBJp9xG4MQVwHTf7QVdwHmd